# إجهاد اختزالي
الإجهاد الاختزالي هو النظير المغاير للإجهاد التأكسدي, حيث يكون من المتوقع لمستقبلات الإلكترون أن تكون مختزلة (تم اختزالها). يمكن أن يحدث بسبب أخذ كميات مفرطة من الجلوتاثيون, ويمكن أن تساهم في سمية الخلايا.